# USS Oliver Hazard Perry (FFG-7)
Pour les autres navires du même nom, voir USS Perry.
L'USS Oliver Hazard Perry (FFG-7) est une frégate de l'United States Navy en service de 1977 à 1997. Premier navire de sa classe, elle est nommée en l'honneur du commodore Oliver Hazard Perry, vainqueur de la bataille du lac Érié en 1813.
Sa construction fut accordée le 30 octobre 1973 au chantier naval Bath Iron Works à Bath dans l'État du Maine. Sa quille fut posée le 12 juin 1975 avant un lancement le 25 septembre 1976 et une mise en service le 17 décembre 1977.
Durant sa carrière, il fut déployé dans de nombreux secteurs, comme la région des Grands Lacs ou encore la Méditerranée.
Retiré du service le 20 février 1997 et rayé du registre des navires de la marine américaine, le Naval Vessel Register, le 3 mai 1999, il est vendu pour la ferraille, opération qui s'est terminée en décembre 2005 à Philadelphie.
Il s'agit du seul navire à porter le nom de Oliver Hazard Perry, même s'il existe des USS Perry nommés d'après la même personne.